# Callistopopillia iris
Callistopopillia iris är en skalbaggsart som beskrevs av Candeze 1869. Callistopopillia iris ingår i släktet Callistopopillia och familjen Rutelidae. Inga underarter finns listade.